# 200 років Харківському національному університету ім. В. Н. Каразіна (монета)
«200 ро́ків Ха́рківському націона́льному університе́ту ім. В. Н. Кара́зіна» — ювілейна монета номіналом 2 гривні, випущена Національним банком України, присвячена одному з провідних центрів освіти і науки — Харківському національному університету. Заснований у 1804 році за ініціативою та завдяки зусиллям видатного просвітителя В. Н. Каразіна.
Монету введено в обіг 5 жовтня 2004 року. Вона належить до серії «Вищі навчальні заклади України».

## Опис монети та характеристики
| Номінал грн. | Метал      | Маса, г | Діаметр, мм | Якість виготовлення | Гурт     | Тираж, штук |
| ------------ | ---------- | ------- | ----------- | ------------------- | -------- | ----------- |
| 2            | нейзильбер | 12,8    | 31,0        | звичайна            | рифлений | 50 000      |

### Аверс
На аверсі монет розміщено символічне зображення Сонячної системи як частини Всесвіту, у якій є «планета знань» (на срібній монеті — це вставка з фіаніту), над нею праворуч півколом — напис: «РОЗУМ» • «ЗНАННЯ» • «МАЙБУТНЄ», ліворуч угорі — малий Державний Герб України та написи: «2 ГРИВНІ»/ «УКРАЇНА 2004». На обох монетах — логотип Монетного двору Національного банку України.

### Реверс
На реверсі верхній частині монетного поля зображено сучасну будівлю університету, а в нижній — у дзеркальному відображенні його старий будинок та розміщено круговий напис «ХАРКІВСЬКИЙ НАЦІОНАЛЬНИЙ УНІВЕРСИТЕТ ІМ. В. Н.КАРАЗІНА • 200 РОКІВ».

## Автори

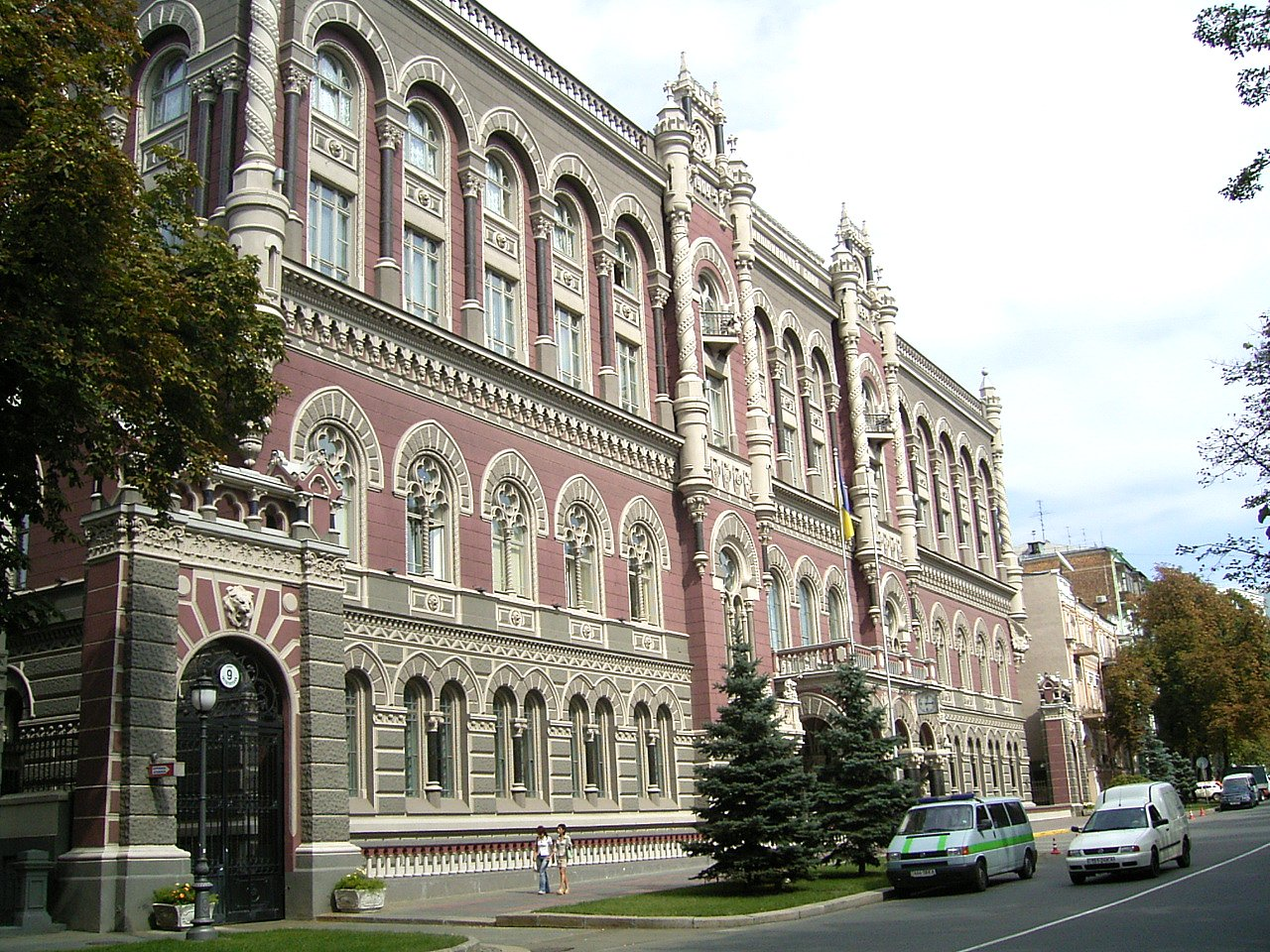
Будівля Національного банку України

- Художники: Терьохіна Оксана, Домовицьких Наталія.
- Скульптори: Атаманчук Володимир, Іваненко Святослав.

## Вартість монети
Ціна монети — 2 гривні, була вказана на сайті Національного банку України в 2014 році.
Фактична приблизна вартість монети з роками змінювалася так:
| Рік        | 2010 | 2011 | 2012 | 2013 | 2014 | 2015 | 2016 | 2017 | 2018 | 2019 | 2020 | 2021 | 2022 | 2023 | 2024 | 2025 |
| ---------- | ---- | ---- | ---- | ---- | ---- | ---- | ---- | ---- | ---- | ---- | ---- | ---- | ---- | ---- | ---- | ---- |
| Ціна, грн. | 20   | 25   | 30   | 30   | 30   | 45   | 50   | 65   | 75   | 75   | 75   | 75   | 80   | 100  | 155  | 170  |